# Presente
Albums de Renato Zero
Zero infinito
(2008) ?
(2010)
Presente est le trentième album de Renato Zero, publié le 20 mars 2009. Une semaine après le disque atteint la première position et a remporté 5 disques de platine. Suivant de l'album débutera à l'automne ZeroNoveTour que pour les dates de Acireale, Caserte, Florence, Ancône, Gênes, Rome, Turin, Milan a déjà été sursouscrite.

## Chansons
1. Professore (Renatozero - Serio - Renatozero)
2. Ancora qui (Renatozero - Incenzo - Fabrizio)
3. L'incontro (Renatozero - Incenzo - Madonia - Renatozero)
4. Questi amori (Renatozero - Podio - Renatozero)
5. Muoviti (Renatozero - Madonia - Renatozero)
6. Non smetterei più (avec Mario Biondi) (Renatozero - Madonia - Renatozero)
7. Un'altra gioventù (Renatozero - Podio - Renatozero)
8. Quando parlerò di te (Renatozero - Madonia - Renatozero)
9. Ambulante (Renatozero - Incenzo - Podio - Renatozero)
10. Almeno una parola (Renatozero - Incenzo - Madonia - Renatozero)
11. L'ormonauta (Renatozero - Incenzo - Podio - Renatozero)
12. Da adesso (Renatozero - Madonia - Renatozero)
13. Giù le mani dalla musica (Renatozero - Madonia - Renatozero)
14. Spera o spara (Renatozero - Incenzo - Nava)
15. Vivi tu (Renatozero - Incenzo - Madonia - Renatozero)
16. Il sole che non vedi (Renatozero - Incenzo - Podio - Renatozero)
17. Dormono tutti (Brunialti - Colonnello)

## Un disque spécial
Pour la première fois dans l'histoire de la discographie italien pas un grand artiste a une major ou indépendant (parmi celles qui sont établies et consolidées dans la musique de scène) pour la production, la commercialisation et, surtout, la distribution de disque. En fait, Renato Zero est le premier artiste italien à prendre soin de tout en utilisant seulement sa compagnie de disque.